# Änglagård
Änglagård é uma banda sueca de rock progressivo. A banda iniciou suas atividades nos anos 90, gerou imensa aclamação da crítica e um séquito de fãs fiéis ao seu som insólito : mellotron chocante com sintetizadores pesados, combinados com virtuoso trabalho de percussão e guitarras, bem como marcantes inserções de flauta clássica e vocais sempre em sueco.

## História
A banda foi formada em 1991 pelo guitarrista e vocalista Tord Lindman e pelo baixista Johan Högberg. A dupla publicou anúncios com o intuito de formar um grupo no rastro de grupos progressivos dos anos 1970, tais como Yes e King Crimson. Acabaram sendo atendidos pelo tecladista Thomas Johnson e pelo guitarrista Jonas Engdegård. O baterista Mattias Olsson e a flautista Anna Holmgren juntaram-se logo depois e poucos meses após já saíam em turnês locais e no norte da Europa. Mesclavam também sessões de estúdio que acabaram resultando no primeiro e bem recebido álbum Hybris, em 1992. O lançamento foi seguido por uma turnê norte-americana que incluiu uma aparição em 1993 no Progfest, festival destinado a bandas deste gênero, que se realiza em Los Angeles.
Em 1994 a banda lançou o seu segundo álbum Epilog, seguido novamente por uma apresentação no Progfest daquele ano. As gravações do grupo naquele Progfest se transformaram em seu álbum de despedida, Buried Alive, lançado em 1996 e que contém apenas gravações ao vivo.
Após a separação o membro fundador Lindman inclinou-se a uma carreira de produtor de filmes, enquanto os membros restantes ainda reformaram a banda para um curta turnê em 2003, quando chegaram a tocar no festival Progressivo NearFest com material novo. Porém, separaram-se novamente e viveram um longo hiato. Olsson teve desde então uma mão na formação de Nanook of the North e esteve tocando com  Pineforest Crunch e Par Lindh Project, entre outros. Johnson apareceu em estúdio e colaborou com o projeto pós-rock Reminder. 
Em 2009, Mattias Olsson confirmou que a banda vinha gravando novo material, sem, no entanto, informar data para o lançamento do trabalho naquele ano. Em 2012, a banda retornou às atividades, agendando apresentações em festivais de rock na Suécia e no Festival de Rock Progressivo Nerfest e lançando um álbum inédito em julho, intitulado Viljans Öga. Este álbum conta com a participação de quase toda a banda presente nos antigos álbuns, exceto o vocalista e guitarrista Tord Lindman.
Em Outubro de 2012 a banda anuncia nova formação : saem Mattias Olsson bateria, Jonas Engdegard Guitarra e o tecladista Thomas Johnson e entram 2 integrantes do grupo sueco Brighteye Brison, Linus Kase teclado e sax e Erik Hammarstrom bateria . Ocorre ainda a volta de Tord Lindman na guitarra, além da presença da remanescente Anna Holmgren flauta e Johan Brand baixo.
Eles já estão em estúdio para gravar o novo álbum, que deve ser lançado em 2013.

## Discografia

### Álbuns de estúdio
- Hybris (1992)
- Epilog (1994)
- Viljans Öga (2012)

### Álbuns ao vivo
- Buried Alive (1996)

## Integrantes
- Johan Brand - baixo
- Anna Holmgren - flauta
- Tord Lindman - guitarra
- Linus Kase - teclado e sax
- Erik Hammarstrom - bateria